# Tondi Koirey (Niamey)
Tondi Koirey (auch: Tondikoirey, Tondi Kouarey, Tondikouarey) ist ein Dorf im Arrondissement Niamey I der Stadt Niamey in Niger.

## Geographie
Das von einem traditionellen Ortsvorsteher (chef traditionnel) geleitete Dorf liegt am Fluss Niger im Westen des ländlichen Gemeindegebiets der nigrischen Hauptstadt Niamey. Die Nachbardörfer sind Bangoula in der Landgemeinde Karma im Norden sowie die zu Niamey gehörenden Dörfer Soudouré im Osten und Gorou Banda im Westen.
Tondi Koirey ist Teil der Übergangszone zwischen Sahel und Sudan. Die durchschnittliche jährliche Niederschlagshöhe beträgt hier zwischen 400 und 500 mm. Im Dorf wurde die Schlangenart Weißbauch-Sandrasselotter (Echis leucogaster) beobachtet.

## Geschichte
Tondi Koirey gehörte bis Ende des 20. Jahrhunderts zu Karma im Arrondissement Kollo, bis es in Niamey eingemeindet wurde.

## Bevölkerung
Bei der Volkszählung 2012 hatte Tondi Koirey 2519 Einwohner, die in 322 Haushalten lebten. Bei der Volkszählung 2001 betrug die Einwohnerzahl 1311 in 809 Haushalten und bei der Volkszählung 1988 belief sich die Einwohnerzahl auf 1566 in 199 Haushalten.

## Wirtschaft und Infrastruktur
Im Dorf gibt es eine Verkaufsstelle für landwirtschaftliche Betriebsmittel. Von 2013 bis 2015 wurde eine 18 Kilometer lange vierspurige Straße errichtet, die von Tondi Koirey über Tondibiah nach Goudel verläuft.